# Словесные названия российского оружия/И
Словесные названия российского оружия
А
Б
В
Г
Д
Е
Ё
Ж
З
И
К
Л
М
Н
О
П
Р
С
Т
У
Ф
Х
Ц
Ч
Ш
Щ
Э
Ю
Я
- «Ива» — авиасбрасываемый гидроакустический буй РГБ-Н
- «Ива» — корабельное антенно-фидерное устройство (К-650)
- «Иван» — 50 Мт водородная бомба (изделие 202) АН602
- «Иван» — ядерная авиабомба «изделие 37д» (РДС-37)
- «Иволга» — патрульный экраноплан ЭК-12П
- «Игла» — ПЗРК 9К310 [SA-16 Gimlet]; 9К38 [SA-18 Grouse]
- «Игла» — морской ЗРК [SA-N-10 Grouse]
- «Игла» — авиационная РЛС бокового обзора
- «Игла» — экспериментальная гиперзвуковая ракета
- «Игла» — искатель-уничтожитель мин
- «Игла» — радиосистема автоматической стыковки (КК «Союз», ОКС «Алмаз»)
- «Игла» — опытный самолёт радиотехнической разведки Ил-18Д («изделие 20»), прототип Ил-20
- «Игрушка» — 533-мм торпеда ТЭ-2 (проект)
- «Изотоп» — комплекс аппаратуры сопряжения линий связи с госсетью П-333
- «Изумруд» — базовый тральщик пр. 1252
- «Изумруд» — теплообнаружитель
- «Изумруд» — авиационная РЛС РП-1; РП-2; РП-5
- «Изумруд» — авиационный радиолокационный прицел РП-1
- «Изумруд» — авиационная малогабаритная ГАС
- «Изумруд» — прибор определения момента старта БРПЛ на ПЛ пр. 629Б
- «Изумруд» — шифровальная машина М-101
- «Изъятие» — мобильный комплекс гамма-разведки
- «Икар» — МБР Р-36М3
- «Икар» — блок выведения для РН «Союз»
- «Икар» — авиационный комплекс ЛО45
- «Икар» — катер на подводных крыльях
- «Илим» — авиационный радиокомпас АРК-5 («Амур»)
- «Иллюминация» — осветительная ракетная система 9К510
- «Имбирь» — РЛС секторного обзора 9С19М2 (С-300В)
- «Импульс» — радиовысотомер больших и малых высот РВ-21
- «Импульс» — комплекс аппаратуры импульсного уплотнения и каналообразования П-331
- «Импульс» — взрывное устройство для вскрытия дверей
- «Инвар» — система танкового противопожарного оборудования ЗЭЦ-19
- «Инвар» — ПТУР 9К119М (ЗУБК20) (при разработке ТКБ-695) для КУВ 9К118, 9К119, 9К120
- «Ингибитор» — устройство локализации взрыва
- «Ингода» — тепловизионный (комбинированный) танковый прицел
- «Ингул» — большое кабельное судно пр. 1112 [Klazma]
- «Ингул» — универсальный боевой модуль для бронетехники
- «Иней» — система противопожарного оборудования танков 3ЭЦ13
- «Иней» — система топливного контроля (авиационно-космическая)
- «Инжир» — авиационная ретрансляционная станция
- «Инициатива» — семейство авиационных РЛС
- «Инкас» — универсальный бронежилет
- «Инкубатор» — 220-мм реактивный снаряд с кассетной БЧ (РСЗО «Ураган»)
- «Иноходец» — перспективный беспилотный авиационный комплекс («Иноходец-РУ» — проектный «Сириус»)
- «Инспектор» — разведывательный БПЛА
- «Интеграл» — автоматизированная радиолиния скрытной связи (морская)
- «Интеграл» — радиостанция, применяемая в Войсках ПВО
- «Интегратор» — аппаратура автоматической связи (морская)
- «Интерьер» — аппаратура ЗАС Т-231
- «Инфауна» — комплекс радиоразведки и радиоподавления РБ-531Б для ВДВ
- «Информатор» — геостационарный спутник связи
- «Иня» — малогабаритная телевизионная камера
- «Ирбис» — СВП пр. 15063
- «Ирбис» — экспортная АПЛ пр.971И (пр. 09719)
- «Ирбис» — авиационная бортовая РЛС с ФАР Н035 (Су-35БМ)
- «Ирис» — авиационная система наблюдения (Ми-24К)
- «Ирис» — стационарный металлоискатель
- «Иркут» — переносная радиостанция
- «Иркут» — многоцелевой самолёт-амфибия Бе-200 (модификация)
- «Иркут» — разведывательный БПЛА (Иркут-2М, Иркут-10, Иркут-200, Иркут-850)
- «Иркутянин» — опытный корабельный вертолёт Ка-10 (Ка-8)
- «Иртыш» — комплекс управления огнём 1А45 для танков Т-80У
- «Иртыш» — РЛС целеуказания
- «Иртыш» — авиационный бортовой связной КВ передатчик Р-836
- «Иртыш-Амфора» — ГАК для ПЛ 4-го поколения 3П05
- «Исеть» — 152-мм самоходная гаубица 2С30
- «Искандер» — оперативно-тактический ракетный комплекс 9К720 («Тендер») [SS-26 Stone]
- «Искатель» — гидролокатор для водолаза МГВ-9
- «Искатель» — малогабаритный разведкомплекс с БПЛА
- «Искорка» — разведывательный БПЛА
- «Искра» — радиометрический комплекс 1ПН88
- «Искра» — 40-мм подствольный гранатомёт ТКБ-048М (опытный)
- «Искра» — РЛС артиллерийской разведки АРСОМ-2 [Small Yawn]
- «Искра» — авиационная радиотехническая система ближней навигации РСБН-5С
- «Искра» — корабельный ПУС
- «Искра» — комплекс средств автоматизации 9С795И-5 стационарных пунктов управления РВиА
- «Искра» — корабельный КВ радиопередатчик Р-641
- «Искра» — телефонная сеть специального назначения
- «Ислочь» — многоканальный танковый прицел наводчика
- «Испанка» — авиационная станция постановки оптико-электронных помех Л-166В1
- «Исполком» — комплекс Т-231
- «Истра» — опытная РЛС ПРО (РКЦ-35ТА)
- «Истра» — бортовое приёмное устройство комплекса «Нерчинск»
- «Исток» — авиационный автоматический радиокомпас АРК-У2
- «Историк» — аппаратура ЗАС Т-240
- «Итиль» — большой палубный танкер пр. 15230
- «Ицыл» — нож-мачете
- «Ишим» — самолёт МиГ-31И (запуск лёгкой РН)